# Giuseppe Marchisotti
Giuseppe Marchisotti (Sampierdarena, ... – ...; fl. XX secolo) è stato un calciatore italiano, di ruolo mediano.

## Carriera
Giuseppe Marchisotti giocò con la maglia della Sampierdarenese fino al 1925.. Passò in prestito una stagione alla Corniglianese e ritornò nella stagione successiva. Giocò la ultima partita e la unica in questa stagione con la maglia della Sampierdarenese contro l'Alessandria, partita persa 6-1. Si ritirò con la maglia dell'Entella, dove fu capitano della squadra  rimanendo in squadra fino al 1931.